# Quartel-General do Exército
O Quartel-General do Exército (QGEx), denominado historicamente Forte Caxias, é o edifício-sede do Comando do Exército do Brasil. Localiza-se no Setor Militar Urbano, no Distrito Federal. Com uma área construída de 117 mil m², é o local de trabalho do comandante do Exército e de outras 34 organizações militares.

## História

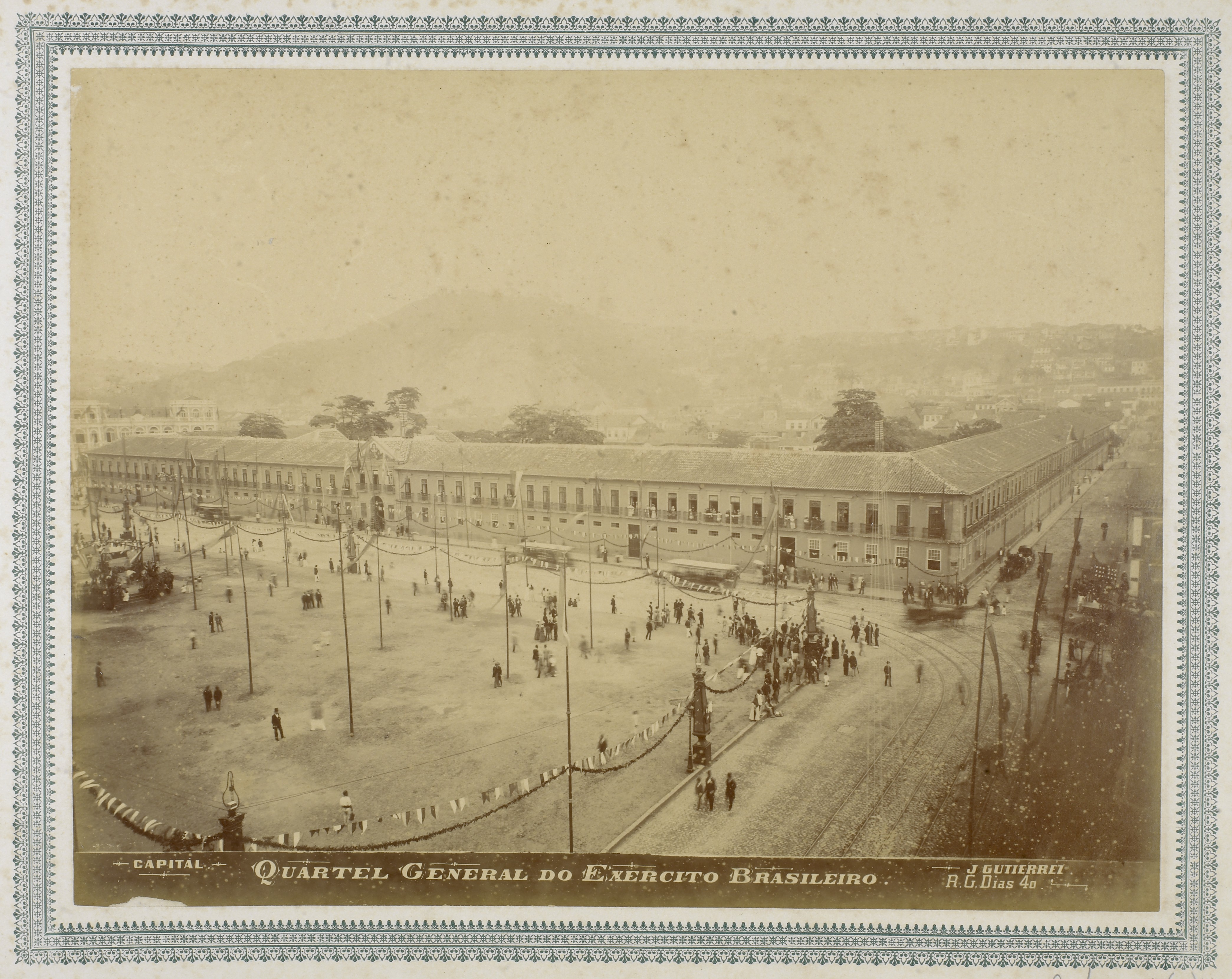
O QG em 1894 no Rio de Janeiro.

A edificação atual foi construída entre 1969 e 1974, sendo projetada pelo arquiteto Oscar Niemeyer. Embora a conclusão do edifício tenha se dado somente em 1974, foi formalmente inaugurado em 31 de março de 1971, quando o comandante-geral da tropa transferiu seu gabinete para uma ala já concluída do prédio.
"Forte Caxias" é a denominação histórica do Quartel-General do Exército desde 31 de março de 2016.